# 샘 헌팅턴
샘 헌팅턴(Sam Huntington, 1982년 4월 1일~)은 미국의 배우이다.

## 작품 목록
- 설리: 허드슨강의 기적